# Przełęcz pod Banią
Przełęcz pod Banią (1030 m) – przełęcz w Grupie Wielkiej Raczy w Beskidzie Żywiecko-Kisuckim (na Słowacji są to Kysucké Beskydy). Znajduje się między szczytami Bani (ok. 1080 m) i Kikuli (1119 m). Grzbietem, na którym znajduje się przełęcz, przebiega granica polsko-słowacka oraz Wielki Europejski Dział Wodny. W kierunku północno-zachodnim, na polską stronę, ze stoków przełęczy spływają cieki potoku Śrubita, w słowackie, południowo-wschodnie stoki przełęczy wcina się dolina Šimkovego potoku.
Na przełęczy znajdowało się turystyczne przejście graniczne Przegibek-Vychylovka. Obecnie przełęcz jest całkowicie porośnięta lasem, dawniej jednak istniała na niej po stronie słowackiej polana, która zaznaczana jest jeszcze na mapach (jako Slezákova hoľa).
Polskie stoki Bani znajdują się w granicach miejscowości Rycerka Górna w województwie śląskim, w powiecie żywieckim, w gminie Rajcza. W regionalizacji fizycznogeograficznej Polski według Jerzego Kondrackiego Grupa Wielkiej Raczy zaliczana jest do Beskidu Żywieckiego, w nowszej polskiej regionalizacji z 2018 roku do Beskidu Żywiecko-Orawskiego, na Słowacji do Beskidu Kisuckiego.

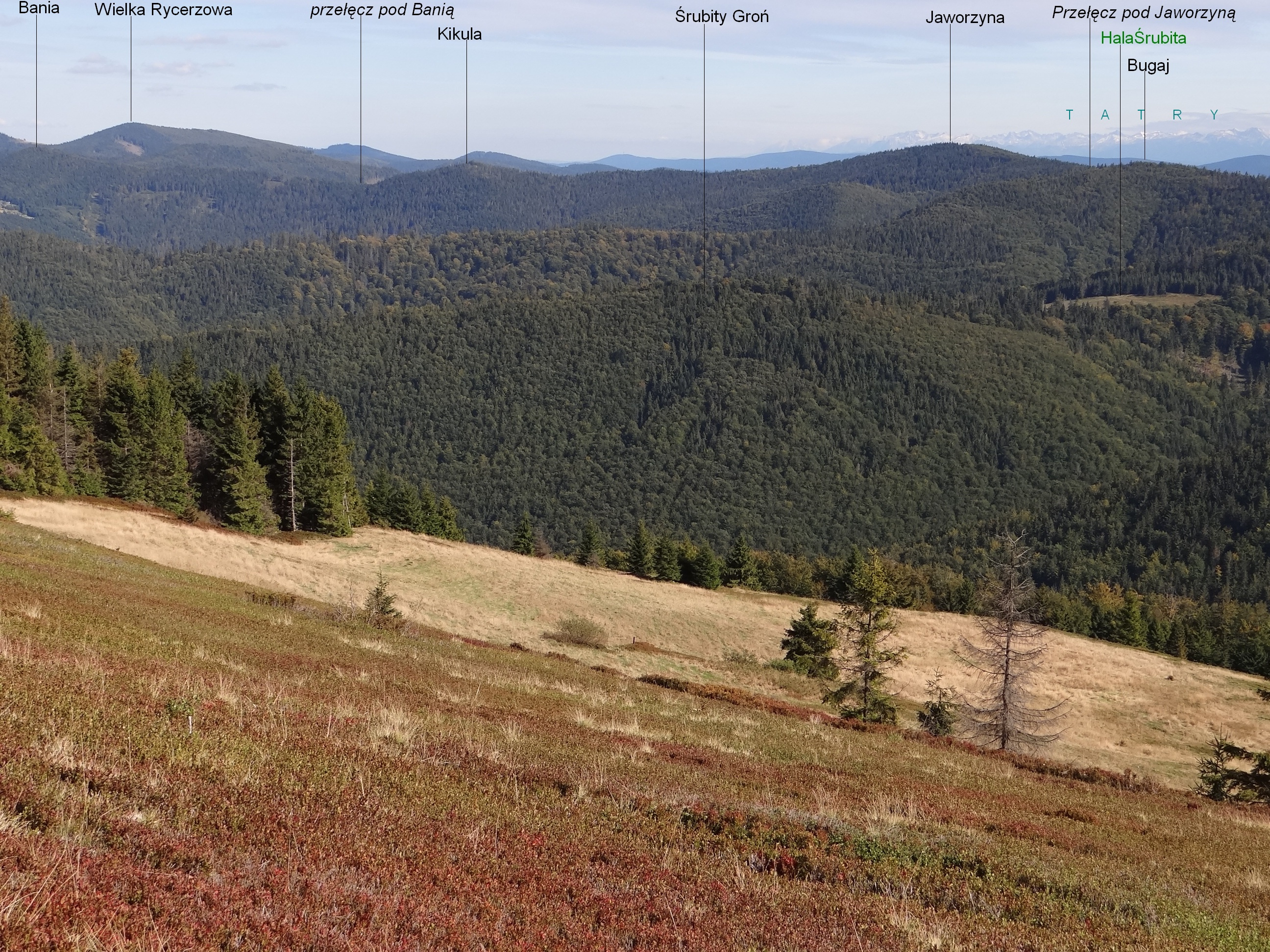
Widok z Hali na Małej Raczy

## Szlaki turystyczne
Zwardoń – Wielka Racza – Przełęcz pod Banią – Przegibek – Wielka Rycerzowa – Kiczorka – Rycerka Dolna stacja kol.